# UD Las Palmas
Unión Deportiva Las Palmas, även kallad Los Amarillos, är en spansk fotbollsklubb från Las Palmas de Gran Canaria. Klubben spelar i spanska högsta ligan (La Liga). Hemmaarenan heter Estadio de Gran Canaria och kan ta drygt 30 000 åskådare.

## Historia
Las Palmas grundades den 22 augusti 1949 genom en sammanslagning av de fem största klubbarna på ön. Anledningen till sammanslagningen var att man ville skapa ett så starkt lag att det kunde få spelarna att stanna på ön och kunna tampas med de största klubbarna.
De kom på andra plats under första året i liga 3 och trea i andra ligan året efter, vilket innebar att de blev det enda lag genom tiderna som gick raka vägen upp till första ligan efter grundandet. De har sedan dess pendlat lite upp och ned mellan ligorna, men har under de flesta åren legat i toppen. Deras två bästa placeringar kom 1967/68 med tredjeplats och 1968/69 med en andraplats.

## Spelartrupp
| Nr | Land      | Pos | Namn                       |
| -- | --------- | --- | -------------------------- |
| 1  | Spanien   | MV  | Aarón Escandell Banacloche |
| 2  | Spanien   | F   | Marvin Park                |
| 3  | Spanien   | F   | Sergi Cardona              |
| 4  | Spanien   | F   | Álex Suárez                |
| 5  | Spanien   | MF  | Javi Muñoz                 |
| 6  | Spanien   | F   | Eric Curbelo               |
| 7  | Spanien   | A   | Cristian Herrera           |
| 8  | Argentina | MF  | Máximo Perrone             |
| 9  | Spanien   | A   | Sandro Ramírez             |
| 11 | Spanien   | A   | Benito Ramírez             |
| 12 | Frankrike | MF  | Enzo Loiodice              |
| 14 | Spanien   | F   | Álvaro Lemos               |
| 15 | Spanien   | MF  | Fabio González             |

| Nr | Land      | Pos | Namn                                            |
| -- | --------- | --- | ----------------------------------------------- |
| 16 | Argentina | MF  | Fede Varela (on loan from Leganés)              |
| 17 | Spanien   | A   | Cristian López                                  |
| 18 | Spanien   | MF  | Javi Castellano                                 |
| 19 | Spanien   | MF  | Iñigo Ruiz de Galarreta (on loan from Mallorca) |
| 20 | Spanien   | MF  | Kirian Rodríguez                                |
| 21 | Spanien   | MF  | Tana                                            |
| 22 | Spanien   | MF  | Cristian Cedrés                                 |
| 23 | Spanien   | F   | Dani Castellano                                 |
| 24 | Serbien   | MF  | Slavoljub Srnić                                 |
| 25 | Spanien   | F   | Aythami Artiles                                 |
| 28 | Spanien   | MF  | Pedri                                           |
| 32 | Spanien   | MV  | Álvaro Valles                                   |